# Liste der stillgelegten Eisenbahnstrecken in Schleswig-Holstein und Hamburg

## Einstellung des Personenverkehrs auf Eisenbahnstrecken seit 1860

### 1860er-Jahre
| Datum | Strecke zwischen den Bahnhöfen | Teil der Gesamtverbindung | Anmerkung |
| ----- | ------------------------------ | ------------------------- | --------- |
| 1869  | Eggebek–Sollbrück Abzw         |                           |           |
| 1869  | Ohrstedt–Klosterkrug–Owschlag  |                           |           |
| 1869  | Schleswig–Klosterkrug          |                           |           |

### 1910er-Jahre
| Datum | Strecke zwischen den Bahnhöfen  | Teil der Gesamtverbindung | Anmerkung |
| ----- | ------------------------------- | ------------------------- | --------- |
| 1916  | Lübeck Abzw Strecknitz–Schlutup | Lübeck–Lübeck-Schlutup    |           |

### 1920er-Jahre
| Datum          | Strecke zwischen den Bahnhöfen      | Teil der Gesamtverbindung                              | Anmerkung           |
| -------------- | ----------------------------------- | ------------------------------------------------------ | ------------------- |
| 1920           | Kudensee–Blangenmoor                | Marschbahn                                             |                     |
| 1922           | Stohl–Sprenge                       | Gettorf–Stohl                                          |                     |
| 1923           | Alt Rahlstedt–Volksdorf             | Elektrische Kleinbahn Alt-Rahlstedt–Volksdorf–Wohldorf |                     |
| 1925           | Volksdorf–Ohlstedt                  | Elektrische Kleinbahn Alt-Rahlstedt–Volksdorf–Wohldorf | Ersatz durch U-Bahn |
| 31. Mai 1927?  | Munkmarsch–Westerland               | Inselbahn Sylt                                         |                     |
| 30. Nov. 1927? | Flensburg Weiche–Flensburg Alter Bf | Flensburger Hafenbahn                                  |                     |

### 1930er-Jahre
| Datum         | Strecke zwischen den Bahnhöfen            | Teil der Gesamtverbindung               | Anmerkung                                                      |
| ------------- | ----------------------------------------- | --------------------------------------- | -------------------------------------------------------------- |
| 1931          | Preetz–Kirchbarkau                        | Kleinbahn Kirchbarkau–Preetz–Lütjenburg |                                                                |
| 8. Jan. 1932  | Gettorf–Sprenge                           | Gettorf–Stohl                           |                                                                |
| 7. Okt. 1933  | Ratzeburg Bf–Ratzeburg Stadt–Klein Thurow | Ratzeburger Kleinbahn                   |                                                                |
| 1. Feb. 1934  | Schleswig–Wohlde–Friedrichstadt           | Schleswiger Kreisbahn                   | Schleswig–Wohlde gleich nach dem Zweiten Weltkrieg reaktiviert |
| 29. Feb. 1936 | Heide–Delve–Hennstedt–Pahlhude            | Kreisbahn Norderdithmarschen            |                                                                |
| 2. Okt. 1937  | Pahlhude–Dellstedt–Tellingstedt–Heide     | Kreisbahn Norderdithmarschen            |                                                                |
| 31. Okt. 1938 | Flensburg Krb–Satrup–Sörup–Rundhof        | Flensburger Kreisbahn                   |                                                                |
| 15. Mai 1938  | Lütjenburg–Preetz                         | Kleinbahn Kirchbarkau–Preetz–Lütjenburg |                                                                |
| 1939          | Wittdün auf Amrum–Leuchtturm–Kniepsand    | Inselbahn Amrum                         |                                                                |
| 1939          | Leuchtturm–Nebel–Norddorf auf Amrum       | Inselbahn Amrum                         |                                                                |

### 1940er-Jahre
| Datum        | Strecke zwischen den Bahnhöfen  | Teil der Gesamtverbindung | Anmerkung                       |
| ------------ | ------------------------------- | ------------------------- | ------------------------------- |
| 1. Nov. 1942 | Bredstedt–Löwenstedt            | Bredstedt–Löwenstedt      |                                 |
| 1. Nov. 1942 | Hemmerwurth–Karolinenkoog Fähre | Heide–Karolinenkoog       |                                 |
| 1945         | Ratzeburg–Zarrentin             | Hagenow Land–Bad Oldesloe | als Folge der Deutschen Teilung |
| 1945         | Zollenspieker–Geesthacht        | Hamburger Marschbahn      |                                 |

### 1950er-Jahre
| Datum         | Strecke zwischen den Bahnhöfen                     | Teil der Gesamtverbindung                       | Anmerkung                                                                                   |
| ------------- | -------------------------------------------------- | ----------------------------------------------- | ------------------------------------------------------------------------------------------- |
| 1950          | Billbrook–Billwerder-Moorfleet–Zollenspieker       | Hamburger Marschbahn                            |                                                                                             |
| 13. Mai 1950  | Schleswig Altstadt–Schleswig–Wohlde                | Schleswiger Kreisbahn                           |                                                                                             |
| 15. März 1952 | Trittau Krb–Hamburg-Billbrook–Tiefstack            | Südstormarnsche Kreisbahn                       |                                                                                             |
| 1952          | Streichmühle–Rundhof–Kappeln                       | Flensburger Kreisbahn                           |                                                                                             |
| 1953          | Flensburg Krb–Glücksburg–Streichmühle              | Flensburger Kreisbahn                           |                                                                                             |
| 1953          | Hamburg-Bergedorf–Hamburg-Bergedorf Süd–Geesthacht | Hamburg-Bergedorf–Geesthacht                    | seit 1976 Museumsdampfzugbetrieb auf dem Abschnitt Hamburg-Bergedorf Süd–Geesthacht–Krümmel |
| 1953          | Hamburg-Bergedorf Süd–Zollenspieker                | Vierländer Bahn                                 |                                                                                             |
| 1954          | Eckernförde–Owschlag Krb                           | Eckernförde–Owschlag (Eckernförder Kreisbahnen) |                                                                                             |
| 18. Okt. 1954 | Hohenwestedt Klb–Schenefeld                        | Rendsburger Kreisbahn                           |                                                                                             |
| 1. Sep. 1954  | Marne–Kronprinzenkoog Mitte–Friedrichskoog III     | St. Michaelisdonn–Friedrichskoog                |                                                                                             |
| 23. Mai 1954  | Pönitz–Ahrensbök                                   | Pönitz–Ahrensbök                                |                                                                                             |
| 23. Mai 1954  | Weddinghusen–Hemmerwurth                           | Heide–Karolinenkoog                             |                                                                                             |
| 2. Juni 1956  | Burg–Orth                                          | Inselbahn Fehmarn                               |                                                                                             |
| 1957          | Rendsburg Klb–Hohenwestedt Klb                     | Rendsburger Kreisbahn                           |                                                                                             |
| 1958          | Eckernförde–Kappeln                                | Eckernförde–Kappeln (Eckernförder Kreisbahnen)  |                                                                                             |
| 1959          | Husum–Löwenstedt–Flensburg Weiche                  | Flensburg–Husum                                 |                                                                                             |
| 1959          | Mölln–Hollenbek                                    | Mölln–Hollenbek                                 |                                                                                             |

### 1960er-Jahre
| Datum         | Strecke zwischen den Bahnhöfen             | Teil der Gesamtverbindung                | Anmerkung                                                     |
| ------------- | ------------------------------------------ | ---------------------------------------- | ------------------------------------------------------------- |
| 1961          | Ohlstedt–Wohldorf                          |                                          |                                                               |
| 27. Mai 1961  | St. Michaelisdonn–Marne                    | St. Michaelisdonn–Friedrichskoog         | heute genutzt für Draisinenverkehr                            |
| 31. Dez. 1961 | Kiel Klb–Kirchbarkau–Bad Segeberg          | Kleinbahn Kiel–Segeberg                  |                                                               |
| 1962          | Bad Oldesloe–Ratzeburg                     | Hagenow Land–Bad Oldesloe                |                                                               |
| 29. Sep. 1962 | Klein Zecher–Ratzeburg                     | Hagenow Land–Bad Oldesloe                | heute Hollenbek–Ratzeburg Draisinenverkehr                    |
| 1962          | Hamburg-Altona AKN–Hamburg-Langenfelde     |                                          | Ersatz durch S-Bahn Hamburg Holstenstraße–Hamburg-Langenfelde |
| 30. Apr. 1963 | Fehmarnsund–Burg                           | Inselbahn Fehmarn                        |                                                               |
| 1963          | Lütjenbrode–Großenbrode–Großenbroder Fähre |                                          |                                                               |
| 1963          | Großenbrode–Großenbrode Kai                | Lübeck–Puttgarden                        |                                                               |
| 26. Sep. 1964 | Lübeck–Bad Segeberg                        | Lübeck-Segeberger Eisenbahn              |                                                               |
| 1965          | Hamburg-Langenfelde–Hamburg-Eidelstedt     |                                          | Ersatz durch S-Bahn                                           |
| 11. Apr. 1965 | Schleswig Altstadt–Satrup                  | Schleswiger Kreisbahn                    |                                                               |
| 29. Mai 1965  | Tornesch–Uetersen Stadt                    | Tornesch-Uetersen (Uetersener Eisenbahn) |                                                               |
| 1967          | Garstedt–Ochsenzoll                        | Alsternordbahn                           | Ersatz durch U-Bahn                                           |
| 1969          | St. Michaelisdonn–Brunsbüttelkoog Nord     | Marschbahn                               |                                                               |

### 1970er-Jahre
| Datum         | Strecke zwischen den Bahnhöfen         | Teil der Gesamtverbindung                                      | Anmerkung                                                            |
| ------------- | -------------------------------------- | -------------------------------------------------------------- | -------------------------------------------------------------------- |
| 1970          | Hörnum–Westerland–Kampen–List          | Inselbahn Sylt                                                 |                                                                      |
| 27. Mai 1972  | Schleswig Altstadt–Süderbrarup–Kappeln | Schleswiger Kreisbahn                                          | Süderbrarup–Kappeln heute Museumsverkehr                             |
| 29. Sep. 1973 | Ulzburg–Bad Oldesloe                   | Elmshorn–Bad Oldesloe (Elmshorn-Barmstedt-Oldesloer Eisenbahn) | Als BahnRadWeg-Route A eingerichtet                                  |
| 1974          | Husum–Abzw. Büdelsdorf                 |                                                                |                                                                      |
| 29. Sep. 1974 | Travemünde Stadt (Hafen)–Niendorf      | Lübeck-Travemünde Hafen–Niendorf (Ostsee)                      |                                                                      |
| 1975          | Schönberg–Schönberger Strand           | Kiel Süd–Schönberger Strand                                    | seit 1976 Museumsverkehr                                             |
| 27. Sep. 1975 | Wrist–Itzehoe                          | Wrist–Itzehoe                                                  |                                                                      |
| 29. Mai 1976  | Bad Oldesloe–Trittau–Schwarzenbek      | Schwarzenbek–Bad Oldesloe                                      | Teilstück Bad Oldesloe – Trittau als BahnRadWeg-Route B eingerichtet |
| 30. Mai 1976  | Heiligenhafen–Lütjenbrode              | Lübeck–Puttgarden                                              |                                                                      |
| 29. Mai 1976  | Malente-Gremsmühlen–Lütjenburg         | Malente-Gremsmühlen–Lütjenburg                                 | anschließend Museumsverkehr, eingestellt                             |

### 1980er-Jahre
| Datum         | Strecke zwischen den Bahnhöfen          | Teil der Gesamtverbindung | Anmerkung                                     |
| ------------- | --------------------------------------- | ------------------------- | --------------------------------------------- |
| 31. Mai 1981  | Flensburg-Weiche–Lindholm               | Flensburg-Weiche–Lindholm |                                               |
| 1981          | Kiel Klb–Schönberg                      | Kiel–Schönberger Strand   | heute Museumsverkehr RB 76 bis Kiel-Oppendorf |
| 22. Mai 1982  | Eutin–Neustadt (Holst) Güterbf          | Eutin–Neustadt            |                                               |
| 29. Sep. 1984 | Neumünster–Bad Segeberg                 | Neumünster–Bad Oldesloe   | 2002 reaktiviert                              |
| 29. Sep. 1985 | Neumünster–Ascheberg                    | Neumünster–Ascheberg      |                                               |
| 27. Mai 1988  | Wilster–St. Margarethen–Brunsbüttelkoog | Marschbahn                |                                               |

### 1990er-Jahre
| Datum | Strecke zwischen den Bahnhöfen | Teil der Gesamtverbindung | Anmerkung           |
| ----- | ------------------------------ | ------------------------- | ------------------- |
| 1996  | Norderstedt Mitte–Garstedt     | Alsternordbahn            | Ersatz durch U-Bahn |

## Belege
1. ↑  Marschenbahn-Draisine – Erlebe das Marschenland aus einer Perspektive, wie du es noch nie erlebt hast! Abgerufen am 14. Januar 2024 (deutsch).